# تپه زروای ورزقان
تپه زروای ورزقان مربوط به عصر آهن I -هزاره ۱ قم است و در ۱ کیلومتری جنوب ورزقان واقع شده و این اثر در تاریخ ۲۷ اسفند ۱۳۸۷ با شمارهٔ ثبت ۲۶۳۸۲ به‌عنوان یکی از آثار ملی ایران به ثبت رسیده است.